# Kjerkfjorden
Kjerkfjorden eller Kirkefjorden er en fjordarm af Reinefjorden i Moskenes kommune i Nordland fylke  i Norge. Den går godt kilometer i nord-nordvestlig retning fra indløbet mellem Olstindneset i øst og Veines i vest.
Fjorden går som en direkte forlængelse af Reinefjorden på sydsiden af Moskenesøya mellem Olstinden (675 moh.) Rostadtindan og Segltinden (731 moh.) ind til Austerdalen på østsiden. På vestsiden ligger Kammen (514 moh.), Helvetestinden (602 moh.) og Merraflestinden. 
De eneste bebyggelser langs fjorden er Rostad og Kjerkfjorden, som er et populært udgangspunkt for vandreture til Horseidvika på «nordsiden» af Moskenesøya. De korte vejstykker  indad i bebyggelserne er ikke tilsluttet andre vejnet, men hurtigbåden fra Reine giver videre forbindelse til omverdenen.